# George D. Robinson

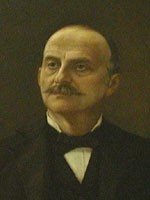
George D. Robinson

George Dexter Robinson (* 20. Januar 1834 in Lexington, Massachusetts; † 22. Februar 1896 in Chicopee, Massachusetts) war ein US-amerikanischer Politiker (Republikanische Partei) und von 1884 bis 1887 Gouverneur des Bundesstaates Massachusetts. Von 1877 bis 1884 war er Abgeordneter im Kongress.

## Frühe Jahre und politischer Aufstieg
George Robinson besuchte die Lexington Academy und die Hopkins Classical School. Danach studierte er bis 1856 an der Harvard University. Zwischen 1856 und 1865 arbeitete er als Lehrer an der Chicopee Highschool. Nach einem Jurastudium wurde er im Jahr 1866 als Rechtsanwalt zugelassen. Daraufhin begann er in Chicopee in diesem Beruf zu arbeiten.
Im Jahr 1874 war Robinson für eine Legislaturperiode Abgeordneter im Repräsentantenhaus von Massachusetts und 1876 war er Mitglied des Staatssenats. Zwischen dem 4. März 1877 und dem 2. Januar 1884 vertrat er seinen Staat im US-Repräsentantenhaus. Nachdem er zum Gouverneur seines Staates gewählt worden war, legte er im Januar 1884 sein Mandat im Kongress nieder.

## Gouverneur von Massachusetts
Nachdem er zweimal wiedergewählt worden war, konnte er das Amt des Gouverneurs zwischen dem 2. Januar 1884 und dem 5. Januar 1887 ausüben. In dieser Zeit wurde eine staatliche Schiedsgerichtskommission eingerichtet. An den Schulen wurden den Schülern kostenlose Schulbücher zur Verfügung gestellt. Ein Gesetz verpflichtete die Firmen zu wöchentlichen Lohnzahlungen.
Im Jahr 1886 verzichtete Robinson auf eine erneute Kandidatur. Danach zog er sich aus der Politik zurück und arbeitete als Rechtsanwalt in Springfield. Im Jahr 1892 erlangte er größeres Aufsehen, als er für die des Mordes angeklagte Lizzie Borden einen Freispruch erwirken konnte. George Robinson starb im Jahr 1896. Er war zweimal verheiratet und hatte insgesamt zwei Kinder.